# Josef Schlegel
Josef Schlegel (29. prosince 1869 Krásná Lípa – 27. dubna 1955 Linec) byl rakouský právník, soudce a křesťansko sociální politik, na počátku 20. století poslanec Říšské rady, v poválečném období poslanec rakouské Národní rady a zemský hejtman Horních Rakous, po 2. světové válce prezident účetního soudního dvora.

## Biografie
Vychodil národní školu a gymnázium v Litoměřicích, kde maturoval roku 1888. Vystudoval pak práva na Vídeňské univerzitě, kde promoval roku 1893. Působil na různých postech na okresních a zemských soudech. Byl předsedou soudu v Linci. Angažoval se v Křesťansko sociální straně Rakouska. Od roku 1903 do roku 1934 byl poslancem Hornorakouského zemského sněmu. Byl viceprezidentem zemské zemědělské rady.
Na počátku 20. století se zapojil i do celostátní politiky. Ve volbách do Říšské rady roku 1901 získal mandát v Říšské radě (celostátní zákonodárný sbor) za všeobecnou kurii, obvod Linec, Urfahr, Freistadt atd. Uspěl i ve volbách do Říšské rady roku 1907, konaných poprvé podle všeobecného a rovného volebního práva, kdy byl zvolen za obvod Horní Rakousy 15. Usedl do poslanecké frakce Křesťansko-sociální sjednocení. Mandát obhájil za týž obvod i ve volbách do Říšské rady roku 1911 a byl členem klubu Křesťansko-sociální klub německých poslanců. Ve vídeňském parlamentu setrval až do zániku monarchie. Profesně byl k roku 1911 uváděn jako zemský soudní rada a předseda soudu.
Po válce zasedal v letech 1918–1919 jako poslanec Provizorního národního shromáždění Německého Rakouska (Provisorische Nationalversammlung). V letech 1927–1934 působil jako zemský hejtman Horních Rakous.
V období 23. února 1947 do 2. června 1953 zastával funkci prezidenta rakouského účetního soudního dvora.